# Paolo e Francesca

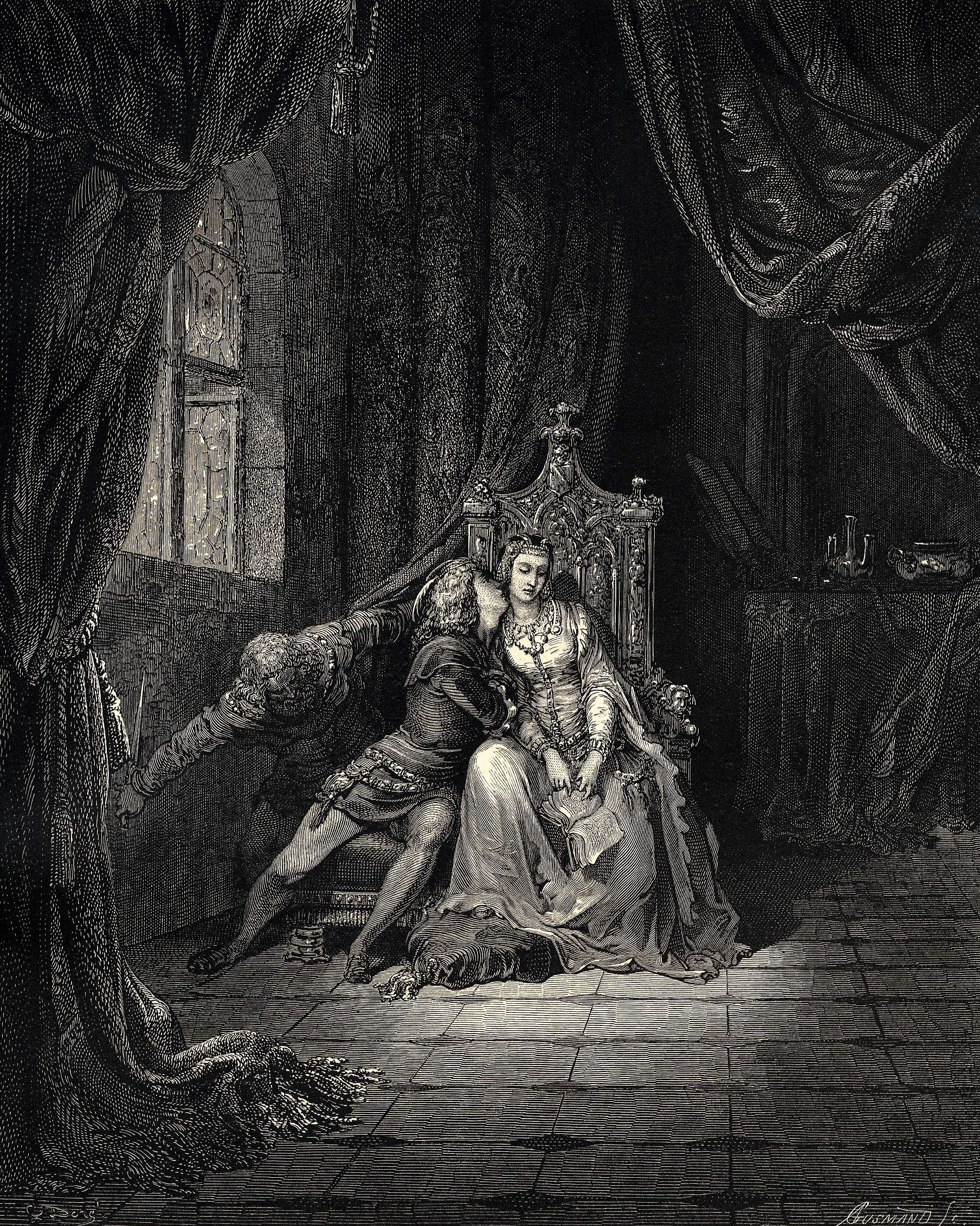

Paolo Malatesta e Francesca da Rimini sono due figure di amanti entrate a far parte dell'immaginario popolare sentimentale, pur appartenendo anche alla storia e alla letteratura. A loro è dedicata buona parte del V canto dell'Inferno della Divina Commedia di Dante Alighieri. Nella Commedia, i due giovani raffigurano le principali anime condannate alla pena dell'inferno dantesco nel  II cerchio cioè quello dei lussuriosi.
In vita furono cognati (Francesca era infatti sposata con Gianciotto, fratello di Paolo) e questo amore li condusse alla morte per mano del marito di Francesca. Francesca spiega al poeta come tutto accadde: leggendo il libro che spiegava l'amore tra Lancillotto e Ginevra, al momento del tanto agognato bacio scritto nel libro che si stavano dilettando a leggere, i due si trovarono anch'essi nel calore di un bacio  che alla fine si scambiano e che caratterizza l'inizio della loro passione.
La tragica vicenda amorosa di Paolo e Francesca è riapparsa altre volte, sempre in letteratura (le tragedie del Pellico e del D'Annunzio) ma anche nell'opera lirica da parte di autori come Gounod, Thomas, Rachmaninov o nel balletto di Prokof'ev. Particolarmente conosciuta, apprezzata ed amata è la versione che ne ha dato nel 1914 il compositore italiano Riccardo Zandonai nella sua Francesca da Rimini. Non andrà sottaciuta la commossa "difesa" fatta da Boccaccio il quale ci racconta che alla base del matrimonio tra Gianciotto e Francesca da Rimini ci fu un terribile equivoco incoraggiato se non architettato dai maggiorenti delle due famiglie. A Francesca, sostiene Boccaccio, fu fatto credere che avrebbe sposato il bello ed elegante Paolo. Gianciotto alla fine uccise entrambi.

## La vicenda storica
Le due famiglie dei da Polenta da Ravenna e dei Malatesta da Rimini erano famiglie altolocate della Romagna. Dopo una serie di vicissitudini politiche, decisero di allearsi combinando un matrimonio tra la propria figlia e il proprio figlio, attorno al 1275.

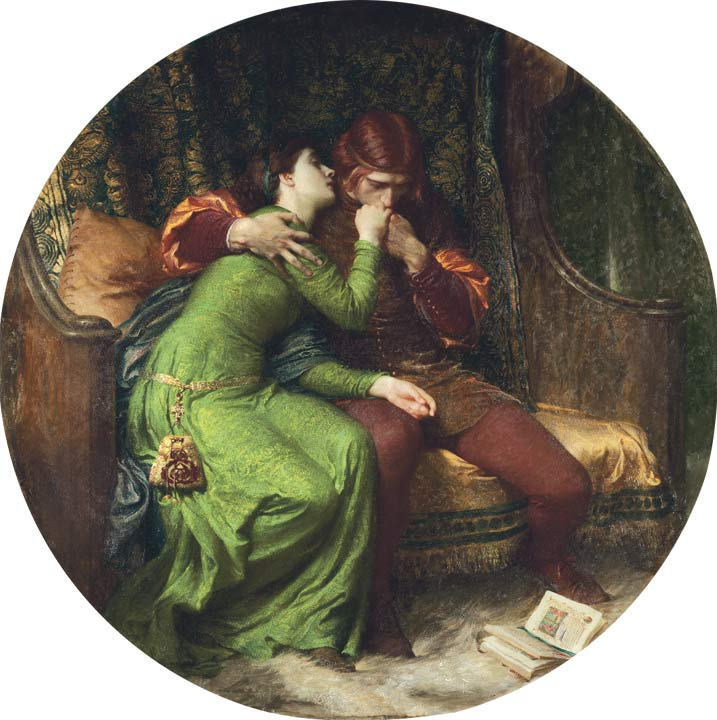
Frank Dicksee, Paolo e Francesca

 Le nozze che suggellarono il patto coinvolsero la giovane Francesca e lo zoppo e rozzo Gianciotto Malatesta. Per guadagnare l'approvazione della giovane a questo matrimonio, la tradizione, opinabile a Giovanni Boccaccio, dice che sia avvenuto per procura, dove il procuratore fu il più arzillo e giovane fratello di Gianciotto, Paolo detto il Bello, di Giaggiolo, rocca nell'Appennino forlivese, del quale Francesca si invaghì per un equivoco, credendo che il vero sposo fosse lui, anche se questo non poteva essere possibile perché Francesca sapeva benissimo che Paolo era già sposato. Si aggiungono poi al quadro narrativo tradizionale la figura del brutto e crudele Gianciotto, fino al maligno servo che spiava i due amanti e successivamente il tragico e noto finale del duplice omicidio degli amanti.

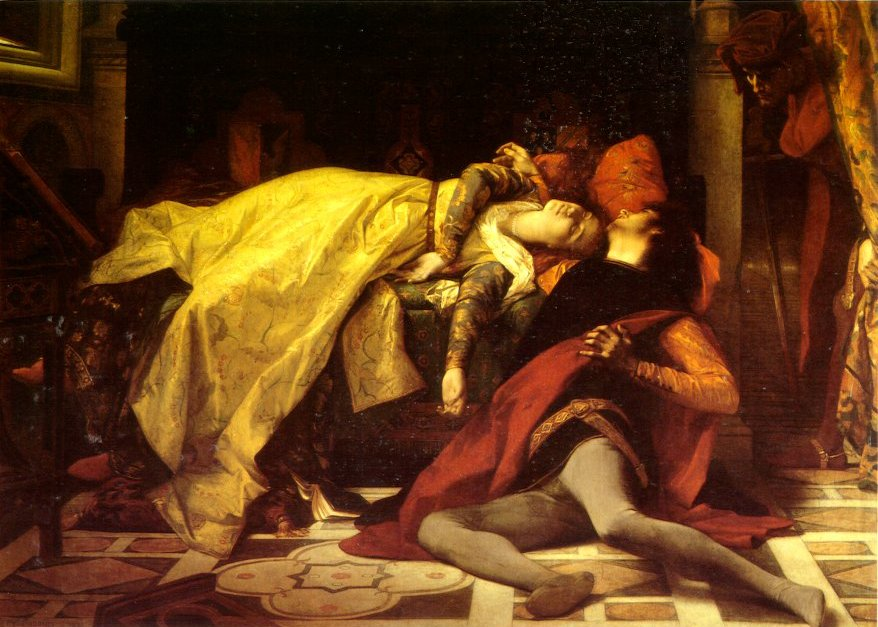
La morte di Francesca da Rimini e di Paolo Malatesta di Alexandre Cabanel (1870)

In realtà, secondo la vera documentazione storica dei fatti, sono pochi i dati veramente riscontrabili: i dati anagrafici dei protagonisti e la loro discendenza. Pare infatti che la coalizione tra le due famiglie fosse talmente vantaggiosa per entrambe, grazie a strategie politico-dinastiche complementari, che il fatto di sangue diventò un fatto da mettere a tacere il più presto possibile. Non si sa per esempio dove sia accaduto realmente il duplice omicidio: alcune ipotesi indicano il Castello di Gradara, altre la Rocca Malatestiana di Santarcangelo di Romagna ma si tratta esclusivamente di congetture. Altre ipotesi parlano della Rocca di Castel nuovo presso Meldola o della rocca di Giaggiolo presso Civitella di Romagna.

Secondo alcuni studiosi, inoltre, l'assassinio (1284 ca.) della moglie Francesca da parte di Gianciotto avrebbe potuto avere uno scopo politico che il cosiddetto "delitto d'onore" sarebbe stato in grado di camuffare: Gianciotto, cioè, desideroso di procurarsi l'alleanza della città di Faenza, intendeva a tale scopo sbarazzarsi della moglie (che già a suo tempo aveva sposato non per amore ma per venia politica) per convolare a nuove e più opportune nozze. Difatti, pochissimo tempo dopo il delitto sposò la faentina Zambrasina dei Zambrasi, dalla quale poi ebbe 6 figli.

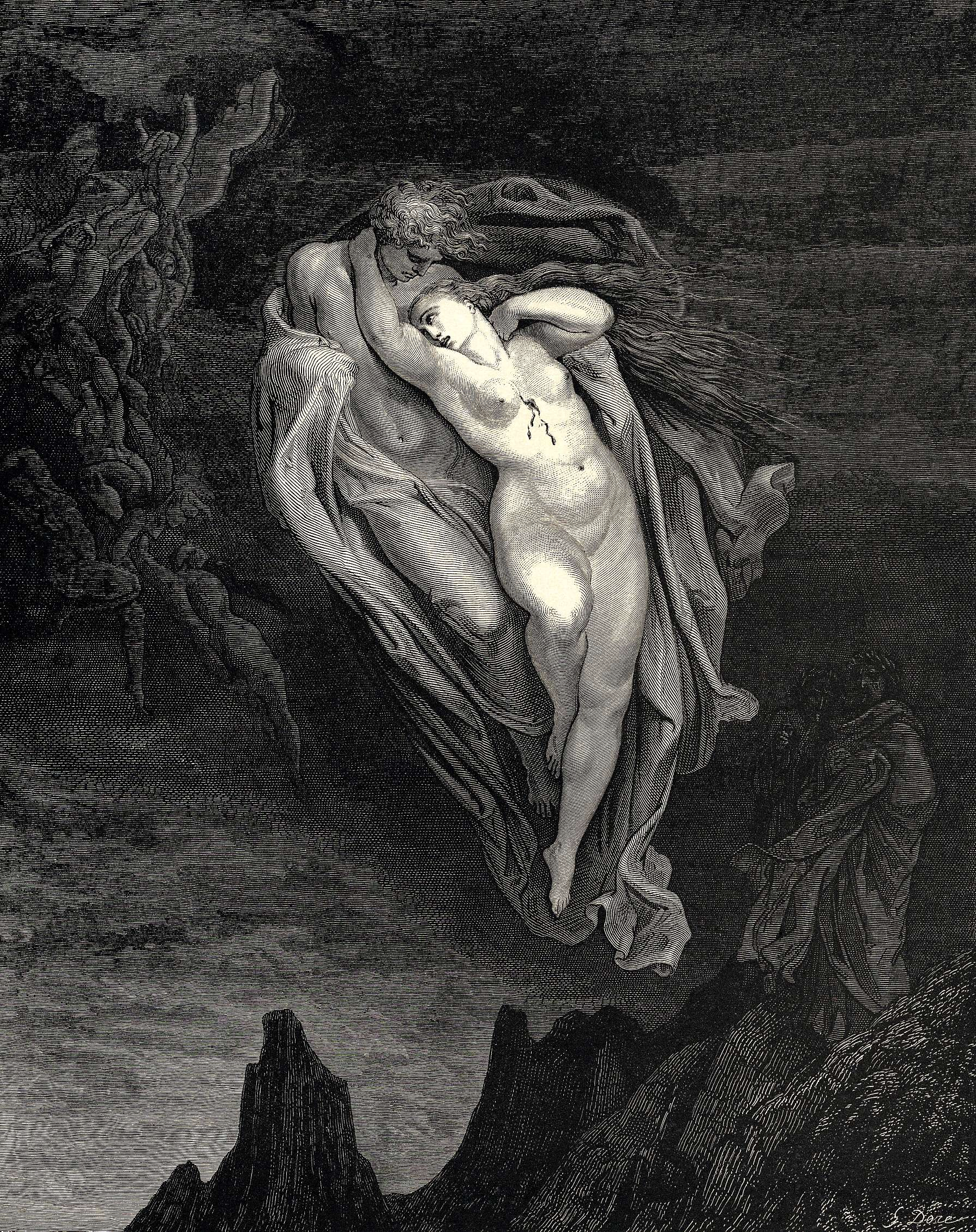
Doré: E paion sì al vento esser leggieri

## Ruolo all'interno del Poema

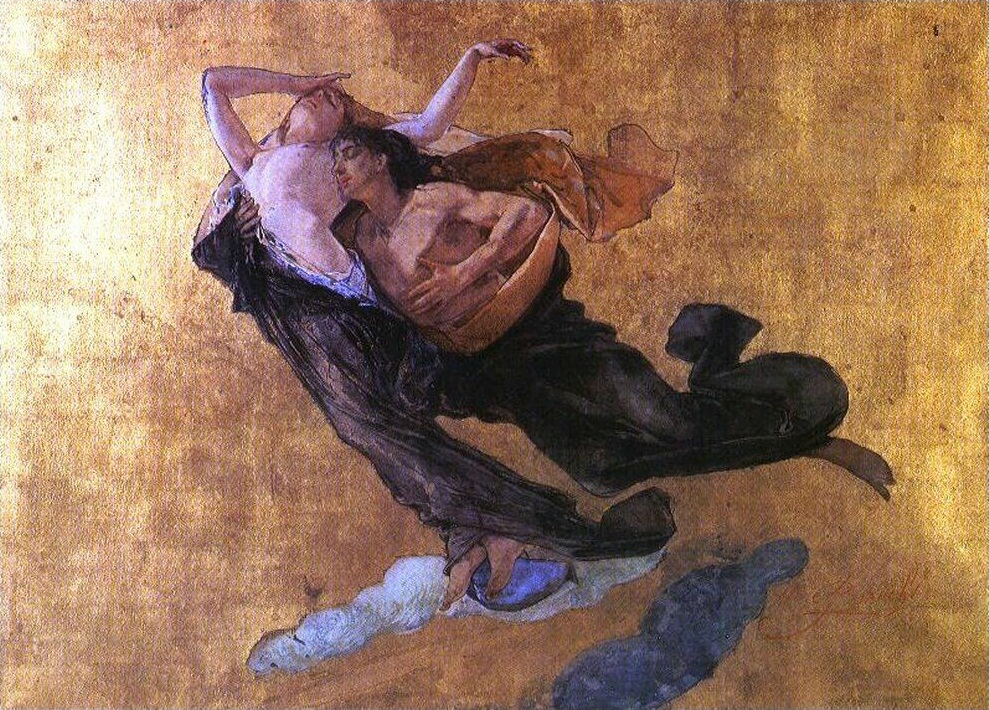
Mosè Bianchi, Paolo e Francesca, 1877

Con il primo cerchio dei peccatori in generale e in particolare con le parole di Francesca da Ravenna inizia quel processo di conversione e redenzione del poeta che sarà uno dei temi teologici di tutto il poema. Il viaggio di Dante infatti non ha un ruolo di semplice illustrazione del mondo ultraterreno ma vuole offrire una possibilità di redenzione dell'umanità. E la storia dei due amanti rappresenta la prima tentazione superata dal poeta, non senza grande sforzo e straziante complicità emotiva con i dannati (ipotizzata da vari critici), al punto che per pietà egli stesso alla fine del canto sviene, perdendo i sensi.
La storia di Paolo e Francesca mette dunque in discussione Dante anche come poeta dell'amore che nella sua concezione stilnovistica ha messo al centro della sua visione della realtà.
Non a caso Dante, dopo la prima confessione della giovane, ha un attimo di sconforto e resta assorto in silenzio: sembra pensare a come sia possibile che l'attrazione innocente, l'amor cortese, si trasformi in peccato degno dell'Inferno, che poco dopo appare provocato proprio da un testo di letteratura, la lettura cioè di un libro dove si celebra un amore (quello tra Lancillotto e Ginevra) con le regole cortesi alle quali Dante stesso aveva aderito in gioventù. Quindi lo stesso sentimento che aveva ispirato a Dante i versi della Vita Nuova, adesso gli appare come una delle possibili cause di condanna eterna.
Dante, richiamato alla realtà da Virgilio ("Che pense?", al quale egli risponde con incertezza), infatti rivelerà una parte dei pensieri che lo stavano assillando e chiederà a Francesca una spiegazione su come questo sentimento si sia potuto trasformare in peccato. È solo colpa dell'adulterio? In realtà Dante non vede una colpa in sé nella pulsione amorosa ma il peccato ne nasce quando nell'attuare questa pulsione si viene meno ai precetti morali, come quello sulla fornicazione nell'adulterio. Proprio questa contraddizione tra precetto religioso e forza travolgente dell'amore, espressa in forma così alta e rarefatta, spiega la simpatia di Dante per i due peccatori. Il poeta non si comporta da moralista, semplicemente descrive la tragicità del conflitto tra morale e passione, due forze invincibili. Nonostante il poeta collochi Paolo e Francesca tra i dannati, non può fare a meno di provare un senso di profonda ed umana pietà, compiangendone la sorte.
Il tema verrà ripreso dal poeta nel Purgatorio nei canti XVII, XVIII, XXII, XXIV e soprattutto XXVI, dove troverà tra i lussuriosi Guido Guinizzelli, caposcuola dello Stilnovismo, e Arnaut Daniel, un poeta provenzale.

## Cinema
Il dramma ha ispirato alcuni film:
- Paolo e Francesca, 1950, diretto da Raffaello Matarazzo
- Paolo e Francesca, 1971, diretto da Gianni Vernuccio.